# Nazionale maschile di beach soccer dell'Oman
La nazionale di beach soccer dell'Oman rappresenta la Oman nelle competizioni internazionali di beach soccer.

## Storia
Ha Partecipato per la prima volta ai Mondiali del 2015 in Portogallo.

## Squadra attuale
Aggiornata al 2015
| N. |                 | Ruolo | Calciatore |
| -- | --------------- | ----- | ---------- |
| 1  | Oman (bandiera) | P     | Mohamed    |
| 2  | Oman (bandiera) | P     | Haitham    |
| 3  | Oman (bandiera) |       | Abdullah   |
| 4  | Oman (bandiera) |       | Jalal      |
| 5  | Oman (bandiera) |       | Yahya      |
| 6  | Oman (bandiera) |       | Mandhar    |

| N. |                 | Ruolo | Calciatore |
| -- | --------------- | ----- | ---------- |
| 7  | Oman (bandiera) |       | Khalid     |
| 8  | Oman (bandiera) |       | Ishaq      |
| 9  | Oman (bandiera) |       | Ghaith     |
| 10 | Oman (bandiera) |       | Oraimi     |
| 11 | Oman (bandiera) |       | Hani       |
| 12 | Oman (bandiera) |       | Al Balushi |